# Moscheea lui Baiazid al II-lea
Moscheea lui Baiazid al II-lea (în limba turcă Beyazıt Camii) este o moschee din orașul Istanbul, din Turcia. Este una dintre cele mai vechi moschei imperiale din oraș.

## Istorie
Construcția moscheii a început în anul 1501 din ordinul sultanului Baiazid al II-lea. A fost finalizată în anul 1506 de către arhitectul Yakub Sah și a fost al doilea mare complex religios construit de otomani, după Moscheea Fatih, construită în anul 1470. 
De-a lungul timpului moscheea a suferit mai multe incendi și cutremure, fiind reconstruită parțial de mai multe ori în stiluri diferite, la fel ca vechiul complex de la Moscheea Fatih. În anul 1509, Moscheea lui Baiazid al II-lea a fost afectată de un cutremur, iar reparațiile au fost efectuate între anii 1573-1574 de către arhitectul Mimar Sinan. De asemenea, cele două minarete au ars, unul în anul 1683, celălalt în anul 1764, și au fost refăcute în anul 1767.

## Arhitectura
Moscheea lui Baiazid al II-lea are o curte mare cu portaluri și coloane pe fiecare parte a intrării. Coloanele sunt în număr de douăzeci și sunt din porfir și granit, fiind luate de la ruinele bisericilor antice.
Moscheea are aproximativ 40 de metri pătrați și pe acoperișul ei se află douăzeci și patru de cupole mici și o cupolă centrală cu un diametru de 17 metri. Cupola centrală este susținută de niște semidomuri aflate în cele patru laturi ale sale.
Interiorul ei este inspirat după Hagia Sofia, construit la o scară mult mai mică. Iluminarea se face cu ajutorul celor douăzeci de ferestre de la baza cupolei centrale și a celor șapte ferestre de pe fiecare semidom, iar clădirea este susținută de niște coloane sculptate și decorate. În spatele moscheii există o mică grădină unde se află mormintele Sultanului Baiazid al II-lea, fiicei sale Selçuk Hatun și a Marelui vizir Koca Mustafa Pasha Resid.

## Galerie foto

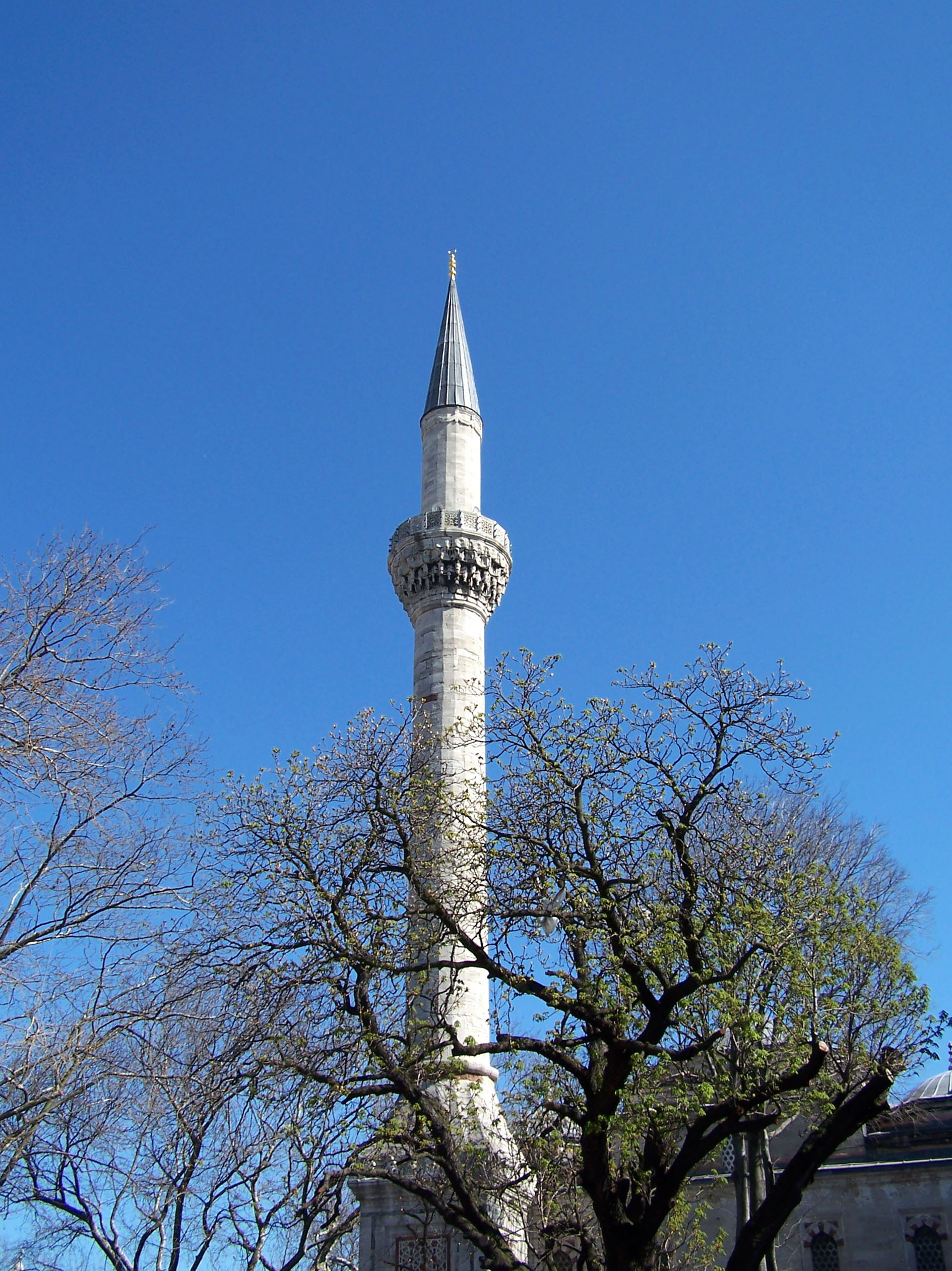
Un minaret
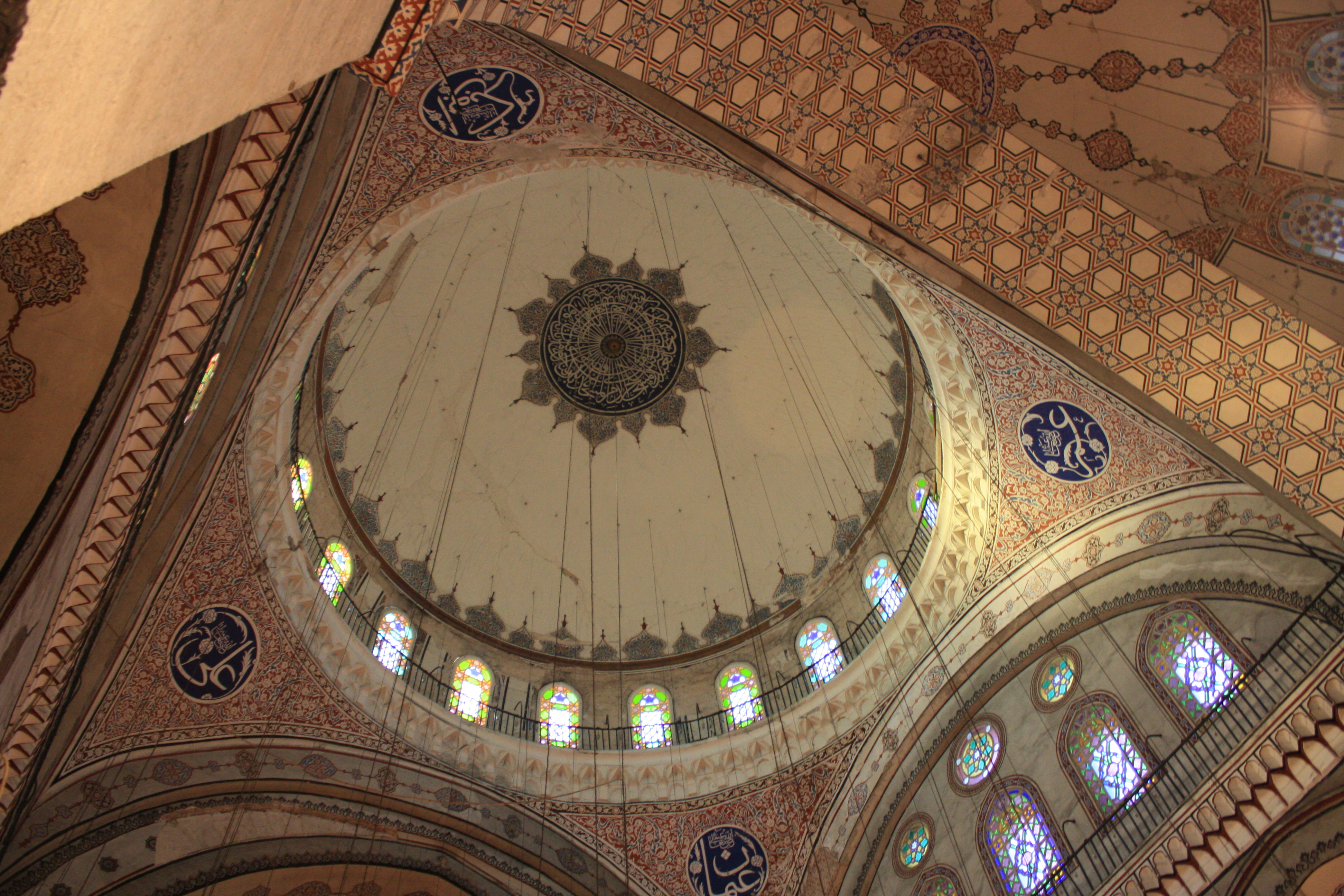
Domul
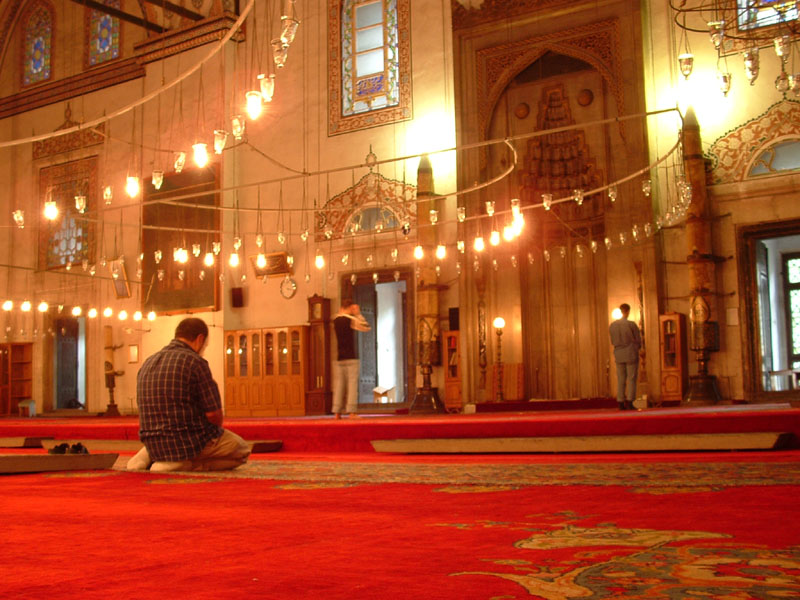
Mihrabul
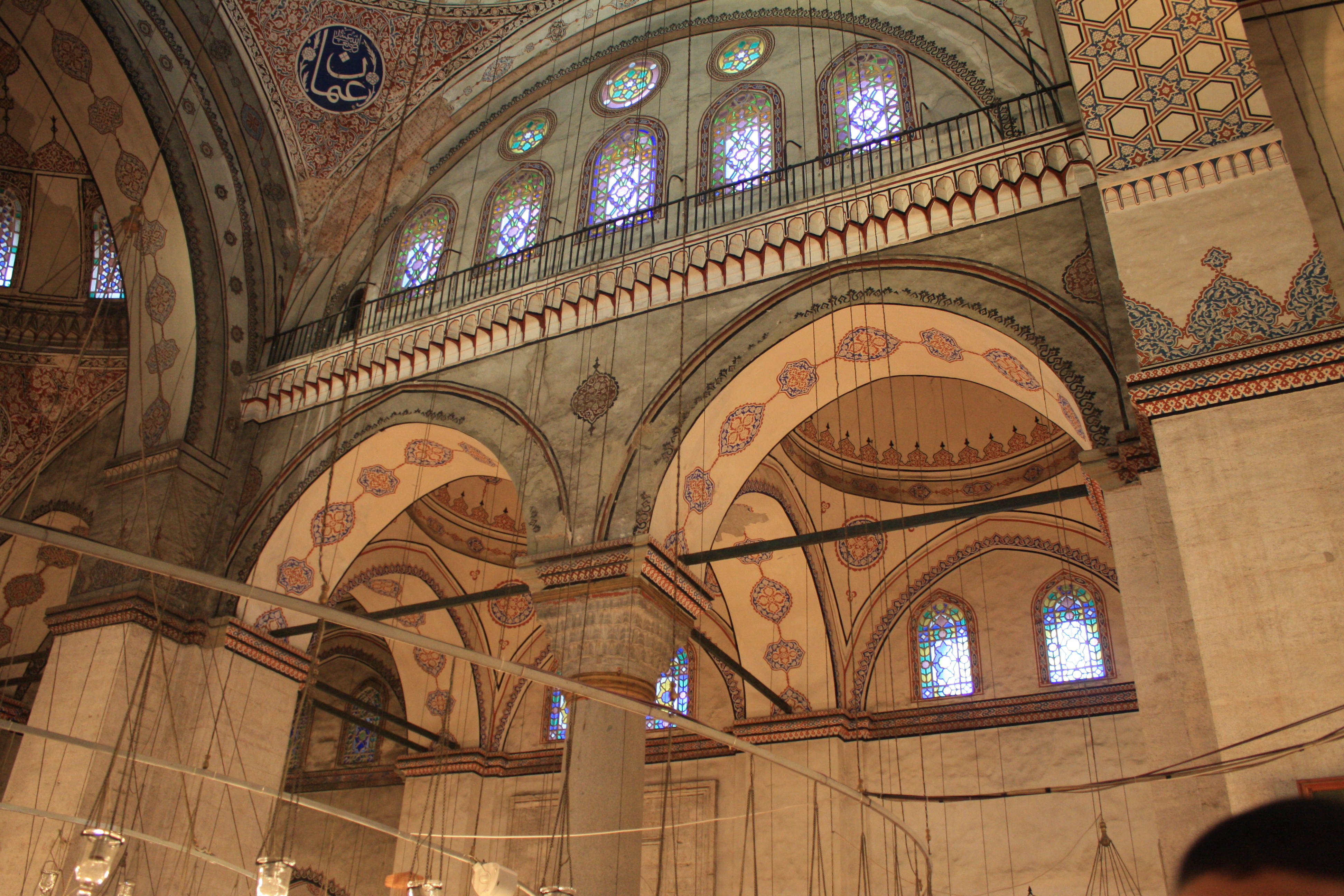
Interiorul